# Departamento de Juan F. Ibarra
Departamento de Juan F. Ibarra är en kommun i Argentina.   Den ligger i provinsen Santiago del Estero, i den norra delen av landet, 800 km nordväst om huvudstaden Buenos Aires.
Trakten runt Departamento de Juan F. Ibarra består i huvudsak av gräsmarker. Runt Departamento de Juan F. Ibarra är det mycket glesbefolkat, med 2 invånare per kvadratkilometer.